# Andrew Butchart
Andrew Butchart (* 14. Oktober 1991 in Stirling) ist ein schottischer Leichtathlet, der sich auf die Mittel- und Langstreckenläufe spezialisiert hat. Er ist Inhaber mehrerer schottischer Rekorde.

## Sportliche Laufbahn
Andrew Butchart tritt seit 2009 in Wettkämpfen in der Leichtathletik an. Damals belegte er über 5000 Meter den zweiten Platz bei den Schottischen Juniorenmeisterschaften. 2011 trat er im 1500-Meter-Lauf bei den Britischen U23-Meisterschaften an, bei denen er den siebten Platz belegte. 2013 wurde er Schottischer Vizemeister im 1500-Meter-Lauf. Seit 2015 tritt er vermehrt im 5000-Meter-Lauf an. In jenem Jahr verbesserte er sich um fast eine halbe Minute auf 13:29,49 min. Im August siegte er über diese Distanz erstmals bei den Schottischen Meisterschaften und gewann zudem Silber über 1500 Meter. 2016 verbesserte er sich noch einmal deutlich bis auf 13:13,30 und stellte damit einen neuen Schottischen Rekord auf. Der alte hatte zuvor 36 Jahre lang Bestand. Die letzte Runde lief er mit nur einem Schuh zu Ende, nachdem er zuvor einen verloren hatte. Einen Monat später verbesserte er mit 7:45,00 min auch auf der 3000-Meter-Distanz den Schottischen Rekord. Ende Juni wurde er erstmals Britischer Meister und qualifizierte sich damit für die im August stattfindenden Olympischen Sommerspiele in Rio de Janeiro. Dort gelang es ihm, in das Finale einzuziehen, in dem er mit neuer Bestleistung von 13:08,61 min den sechsten Platz belegte. Mit seiner Zeit rückte er auf den zweiten Platz der Britischen Bestenliste im 5000-Meter-Lauf vor.
2017 gelang es Butchart seinen Britischen Meistertitel erfolgreich zu verteidigen. Im August trat er bei den Weltmeisterschaften in London an. Dabei gelang es ihm, in das Finale einzuziehen, in dem er den achten Platz belegte. Im Dezember gewann er die Bronzemedaille bei den Crosslauf-Europameisterschaften im slowakischen Šamorín. Er verpasste einen Großteil der Saison 2018, nachdem er sich im Frühjahr bei einem Hallenwettkampf in New York einen Fußbruch zuzog. 2019 trat Butchart im 3000-Meter-Lauf bei den Halleneuropameisterschaften in seiner Heimat an, bei denen er im Finale den zehnten Platz belegte. Im Juli stellte er seine persönliche Bestzeit von 13:06,21 min über 5000 Meter auf. Ende August gewann er seinen insgesamt dritten Britischen Meistertitel, bevor er in Doha an seinen zweiten Weltmeisterschaften teilnahm, bei denen er als Siebter seines Laufes den Einzug in das Finale knapp verpasste. Im Dezember belegte er den vierten Platz bei den Crosslauf-Europameisterschaften in Lissabon.
2021 startete Butchart im März bei den Halleneuropameisterschaften im polnischen Toruń und belegte im Finale der 3000 Meter den siebten Platz. Anschließend qualifizierte er sich für seine zweite Teilnahme an den Olympischen Sommerspielen. In Tokio erreichte er als Siebter seines Vorlaufes erneut das Finale. Darin lief er mit 13:09,97 min Saisonbestleistung und landete damit auf dem elften Platz. 2022 trat er in Eugene im 5000-Meter-Lauf bei den Weltmeisterschaften an. Nachdem er in seinem Vorlauf den neunten Platz belegte, verpasste er den Einzug in das Finale. Kurz darauf trat er in Birmingham zum ersten Mal bei den Commonwealth Games an und belegte im 10.000-Meter-Lauf den siebten Platz. Die gleiche Platzierung erreichte er kurz darauf über 5000 Meter bei den Europameisterschaften in München.

## Wichtige Wettbewerbe
| Jahr                               | Veranstaltung                      | Ort                                | Platz                              | Disziplin                          | Zeit                               |
| Startet für Vereinigtes Königreich | Startet für Vereinigtes Königreich | Startet für Vereinigtes Königreich | Startet für Vereinigtes Königreich | Startet für Vereinigtes Königreich | Startet für Vereinigtes Königreich |
| ---------------------------------- | ---------------------------------- | ---------------------------------- | ---------------------------------- | ---------------------------------- | ---------------------------------- |
| 2015                               | Crosslauf-Weltmeisterschaften      | Guiyang                            | 86.                                | Erwachsenenrennen                  | 40:11 min                          |
| 2016                               | Olympische Sommerspiele            | Rio de Janeiro                     | 6.                                 | 5000 m                             | 13:08,61 min                       |
| 2017                               | Weltmeisterschaften                | London                             | 8.                                 | 5000 m                             | 13:38,73 min                       |
| 2017                               | Crosslauf-Europameisterschaften    | Šamorín                            | 3.                                 | Erwachsenenrennen                  | 30:00 min                          |
| 2019                               | Halleneuropameisterschaften        | Glasgow                            | 10.                                | 3000 m                             | 8:03,11 min                        |
| 2019                               | Weltmeisterschaften                | Doha                               | 16.                                | 5000 m                             | 13:26,46 min                       |
| 2019                               | Crosslauf-Europameisterschaften    | Lissabon                           | 4.                                 | Erwachsenenrennen                  | 30:38 min                          |
| 2021                               | Halleneuropameisterschaften        | Toruń                              | 7.                                 | 3000 m                             | 7:52,15 min                        |
| 2021                               | Olympische Sommerspiele            | Tokio                              | 11.                                | 5000 m                             | 13:09,97 min                       |
| 2022                               | Weltmeisterschaften                | Eugene                             | 20.                                | 5000 m                             | 13:31,26 min                       |
| 2022                               | Commonwealth Games                 | Birmingham                         | 7.                                 | 10.000 m                           | 27:53,57 min                       |
| 2022                               | Europameisterschaften              | München                            | 7.                                 | 5000 m                             | 13:31,47 min                       |

## Persönliche Bestleistungen
Freiluft
- 1500 m: 3:38,84 min, 29. Juni 2019, Watford
- 3000 m: 7:35,18 min, 13. Juli 2021, London, (schottischer Rekord)
- 5000 m: 13:06,21 min, 20. Juli 2019, London, (schottischer Rekord)
- 10.000 m: 27:36,77 min, 6. März 2022, San Juan Capistrano

Halle
- 1500 m: 3:37,58 min, 4. Februar 2017, New York City
- 3000 m: 7:37,42 min, 6. Februar 2022, New York City, (schottischer Rekord)

## Sonstiges
Butchart ist seit 2017 mit der schottischen Mittelstreckenläuferin Lynsey Sharp liiert, mit der er in San Diego lebt. Im Oktober 2019 gaben die beiden ihre Verlobung über Instagram bekannt.